# Amiris
Amiris (lat. Amyris), rod drveća grmova iz porodice rutovki (Rutaceae) s više od 50 vrsta (57) rasprostranjenih od juga SAD-a preko Srednje Amerike na jug do Perua
Općenito hermafroditi (u Nikaragvi). Listovi nasuprotni ili ponekad naizmjenični, perasto složeni.

## Vrste
1. Amyris abeggii Ekman ex Urb.
2. Amyris amazonica Cornejo & Kallunki
3. Amyris apiculata Urb. & Ekman
4. Amyris attenuata Standl.
5. Amyris balsamifera L.
6. Amyris barbata Lundell
7. Amyris brachybotrys Turcz.
8. Amyris brenesii Standl.
9. Amyris carterae Rebman & F.Chiang
10. Amyris centinelensis Cornejo
11. Amyris chiapensis Lundell
12. Amyris conzattii Standl.
13. Amyris cordata I.M.Johnst.
14. Amyris crebrinervis Gereau
15. Amyris cubensis (Borhidi & Acuña) Beurton
16. Amyris diatrypa Spreng.
17. Amyris elemifera L.
18. Amyris filipes Lundell
19. Amyris granulata Urb.
20. Amyris guatemalensis Lundell
21. Amyris guianensis Aubl.
22. Amyris humboldtii Krug & Urb.
23. Amyris ignea Steyerm.
24. Amyris intermedia Urb. & Ekman
25. Amyris jorgemeavei Hern.-Barón, Espejo, Pérez-García, Cerros & López-Ferr.
26. Amyris karlitae W.Palacios
27. Amyris lineata C.Wright ex Griseb.
28. Amyris lurida Lundell
29. Amyris macrocarpa Gereau
30. Amyris madrensis S.Watson
31. Amyris magnifolia Gómez-Laur. & Q.Jiménez
32. Amyris marshii Standl.
33. Amyris metopioides Zanoni & M.M.Mejía
34. Amyris mexicana Lundell
35. Amyris monophylla Brandegee
36. Amyris multijuga Turcz.
37. Amyris oblanceolata A.Pool
38. Amyris pernambucensis Arruda
39. Amyris phlebotaenioides Urb. & Ekman
40. Amyris pinnata Kunth
41. Amyris plumieri DC.
42. Amyris polymorpha Urb.
43. Amyris polyneura Urb.
44. Amyris pungens Urb.
45. Amyris purpusii P.Wilson
46. Amyris rekoi S.F.Blake
47. Amyris rhomboidea Standl.
48. Amyris robinsonii DC.
49. Amyris roseomaculata Hern.-Barón, Cerros, M.González, Espejo & López-Ferr.
50. Amyris sandemanii Sandwith
51. Amyris staminosa Lundell
52. Amyris stromatophylla P.Wilson
53. Amyris terebinthifolia Ten.
54. Amyris texana (Buckley) P.Wilson
55. Amyris thyrsiflora Turcz.
56. Amyris trimera Krug & Urb.
57. Amyris vestita Lundell

## Sinonimi
- Elemi Adans.
- Elemifera Burm.
- Kodalyodendron Borhidi & Acuña
- Ritinophora Neck.
- Schimmelia Holmes